# Sazoué
Sazoué est l'un des sept arrondissements de la commune de Grand-Popo dans le département du Mono au Bénin. L'arrondissement de Sazoué est composé de 7 villages : Adankpé, Adigo, Awamè, Bathoto, Gnito, Sazoué, Vodomey.

## Géographie
Sazoué est situé au sud-ouest du Bénin et compte 4 villages que sont Adankpe, Gnito, Sazue et Vodome.

## Démographie
Selon le recensement de la population de 2013 conduit par l'Institut national de la statistique et de l'analyse économique (INSAE), Sazoué compte 4 445 habitants  .